# Tapeinosperma kaalaense
Tapeinosperma kaalaense är en viveväxtart som beskrevs av Maurice Schmid. Tapeinosperma kaalaense ingår i släktet Tapeinosperma och familjen viveväxter. Inga underarter finns listade i Catalogue of Life.